# کارینه باغداساریان
کارینه باغداساریان (ارمنی: Կարինե Բաղդասարյան؛ انگلیسی: Karine Baghdasaryan زاده ۳۰ اوت ۱۹۸۹) عکاس مسافرتی اهل ارمنستان است.

## زندگی‌نامه
وی در ۳۰ اوت ۱۹۸۹ به دنیا آمد . 